# Jardín Botánico de la Academia de Ciencias de Hungría en Vacratot

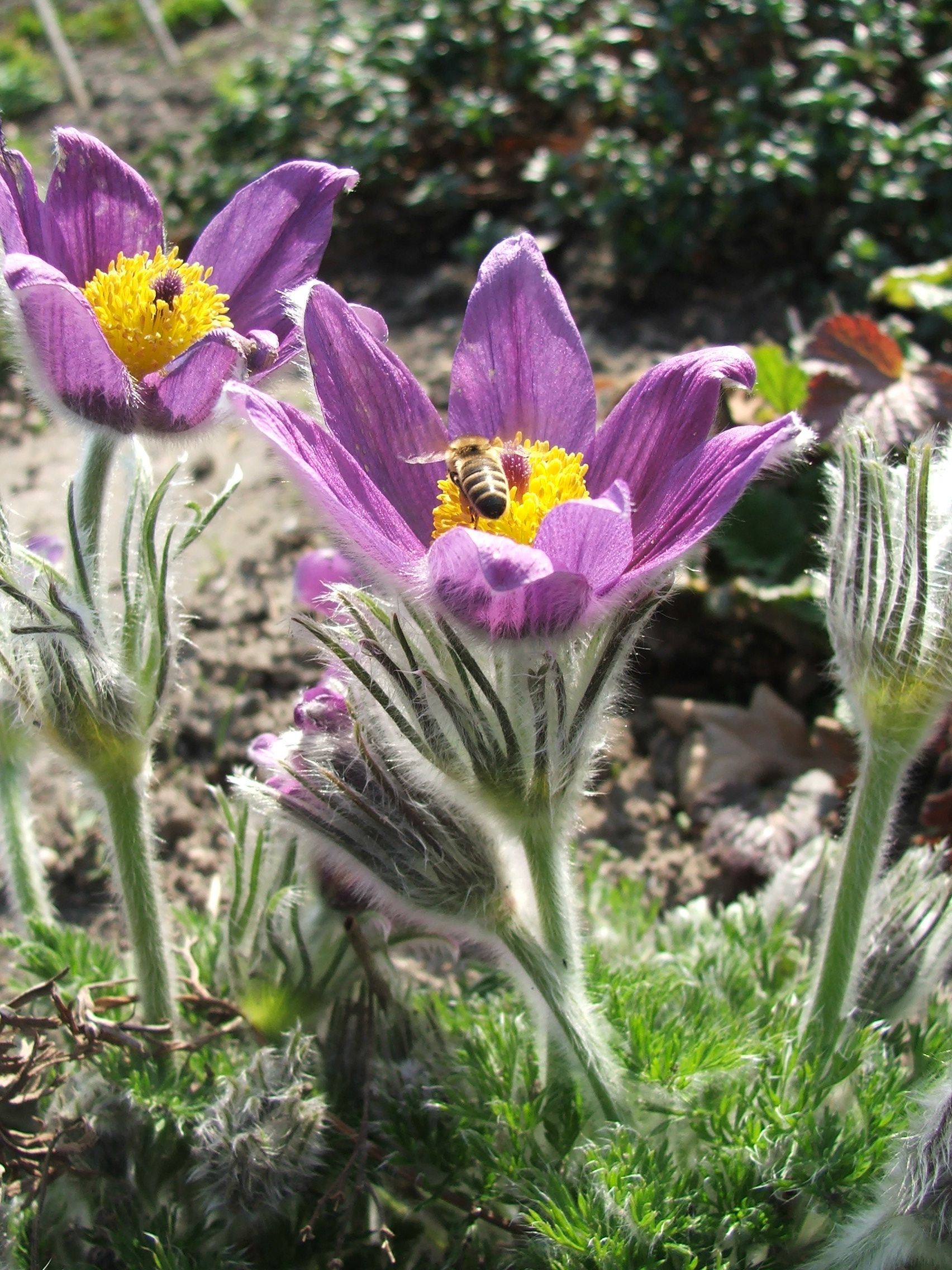
Pulsatilla gayerii en el jardín botánico de Vacratot

El Jardín Botánico de la Academia de Ciencias de Hungría en Vacratot (en húngaro Vácrátóti Botanikus Kert) es un jardín botánico de 29 hectáreas de extensión, dependiente administrativamente de la Academia de Ciencias de Hungría, que se encuentra en Vácrátót, Hungría. Su código de reconocimiento internacional como institución botánica, así como las siglas de su herbario es VACR.

## Localización
Hungarian Academy of Sciences - Botanic Garden MTA OKBA Botanikus Kert Alkotmány u 2-6, Vácrátót, H-2163 Hungary-Hungría.47°42′38.8794″N 19°14′6.3594″E / 47.710799833, 19.235099833
- Promedio Anual de Lluvia unos 500 mm,
- Temperaturas comprendidas entre 40 °C en verano a -30 °C en invierno.

El suelo del jardín es arena calcárea arrastrada por los vientos, arena compactada y arcilla.

## Historia
El jardín fue fundado la primera mitad del siglo XIX, en el estilo de los jardines ingleses de la época georgiana. En 1870 el jardín pasó a propiedad del conde Sándor Vigyázó, un entusiasta de la ciencia, que junto con Vilmos Jámbor, un jardinero de paisaje famoso en su tiempo, lo hace transformar en un rico jardín botánico.
A principios del siglo XX el jardín era famoso por su riqueza en especies de árboles, su rocalla, y sus invernaderos.
La familia de Vigyázó cedió su finca a la Academia de Ciencias de Hungría, pero el jardín botánico en Vácrátót consiguió, después de muchas peripecias, pasar a la administración del museo de ciencias naturales solamente en mayo de 1946, y la fundación del jardín botánico comenzó en 1950.
En 1952, cuando la Academia de Ciencias húngara tomó posesión de la finca y en este lugar establecieron al instituto de investigación para la botánica el jardín comenzó una rápida transformación.
Los daños de guerra fueron reparados, y las ruinas y malezas retirados, el jardín comenzó a ser restaurado a su belleza primigenia según los planes originales pero con muchas más especies. En 1961 abrió sus puertas al público y ha sido desde entonces una parte orgánica del instituto de investigación para la botánica, un laboratorio vivo, área de investigación experimental.

## Colecciones

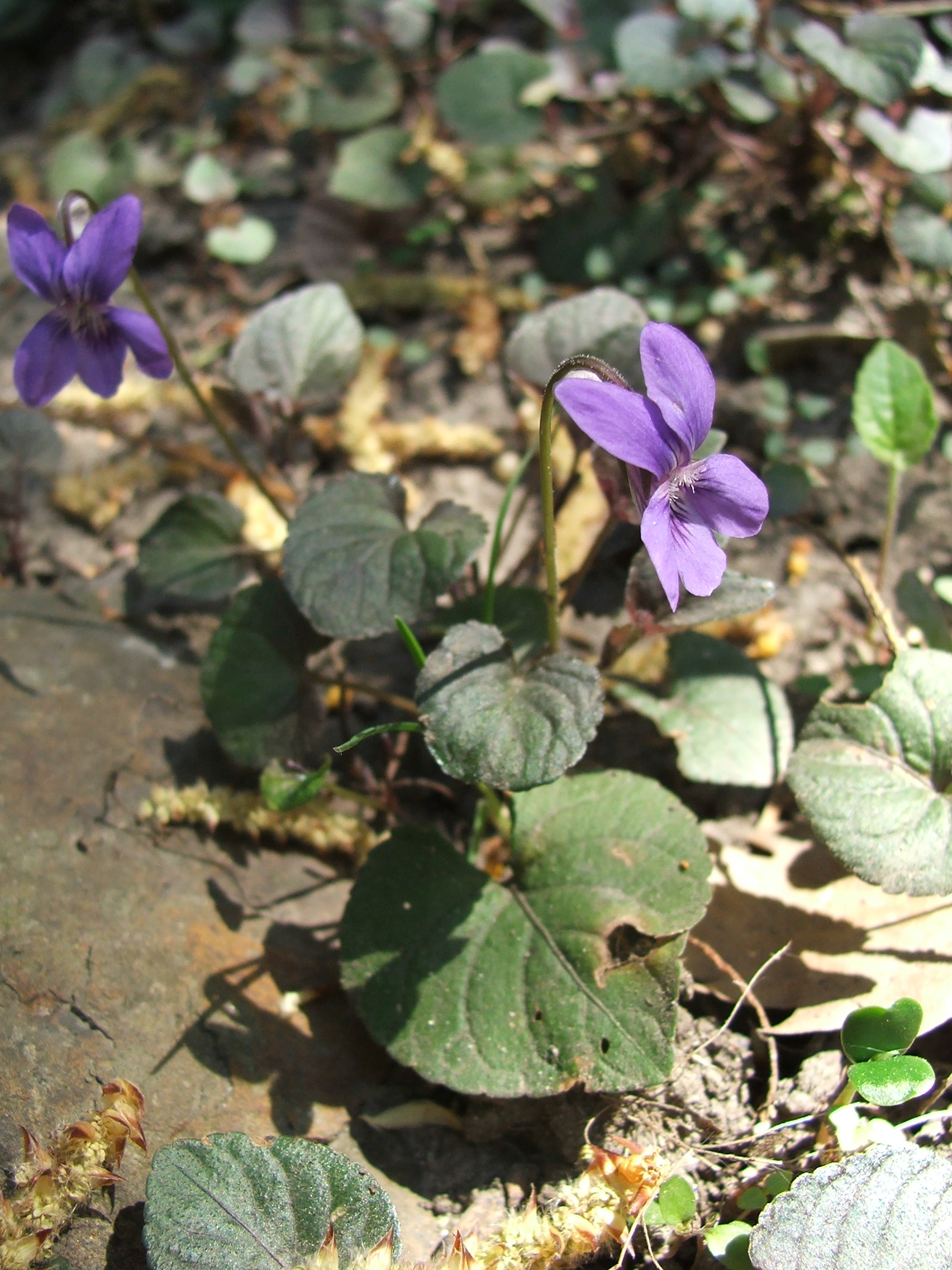
Viola labradorica en el jardín botánico de Vacratot

- Colección sistemática, la colección filogenética de plantas abarca 1,5 hectáreas (3,7 acres) y contiene aproximadamente 2500 especies y variedades de plantas de flor de todo el mundo, resultando la colección sistemática al aire libre húngara más rica de plantas angiospermas. Los lechos del orden fueron diseñados en 1954 por el Dr. Miklós Ujvárosi, entonces director del jardín. Su proyecto se basa en el nuevo sistema filogenético de las plantas angioespermas elaborado por el académico Rezső Soó (1953). El profesor Soó desarrolló un sistema de estructura vertical con seis series evolutivas paralelas (4 dicotiledóneas, 2 monocotiledóneas) dispuestas de tal manera que casi 90 familias de plantas se agruparon en los lechos separados que demostraban simultáneamente su relación mutua y desarrollo filogenético. Los lechos del orden fueron arreglados como las aspas de un ventilador con una colina rocalla artificial en el centro. Las plantas de flor más antiguas se pueden encontrar en la parte alta de la colina (Berberidaceae, Ranunculaceae). Las avenidas que llevan a la cumbre demuestran las direcciones paralelas del desarrollo y separan las ramas individuales. Las plantas relacionadas están así cerca una a otra, permitiendo la comparación fácil para el estudio botánico. La puntería primaria de la colección es presente perennes templados y también las plantas de flor herbáceas anuales, pero para aliviar el calor del verano y evitar la monotonía, llegó a ser necesario diversificar el panorama con la ayuda de arbustos más pequeños y de plantas trepadoras.

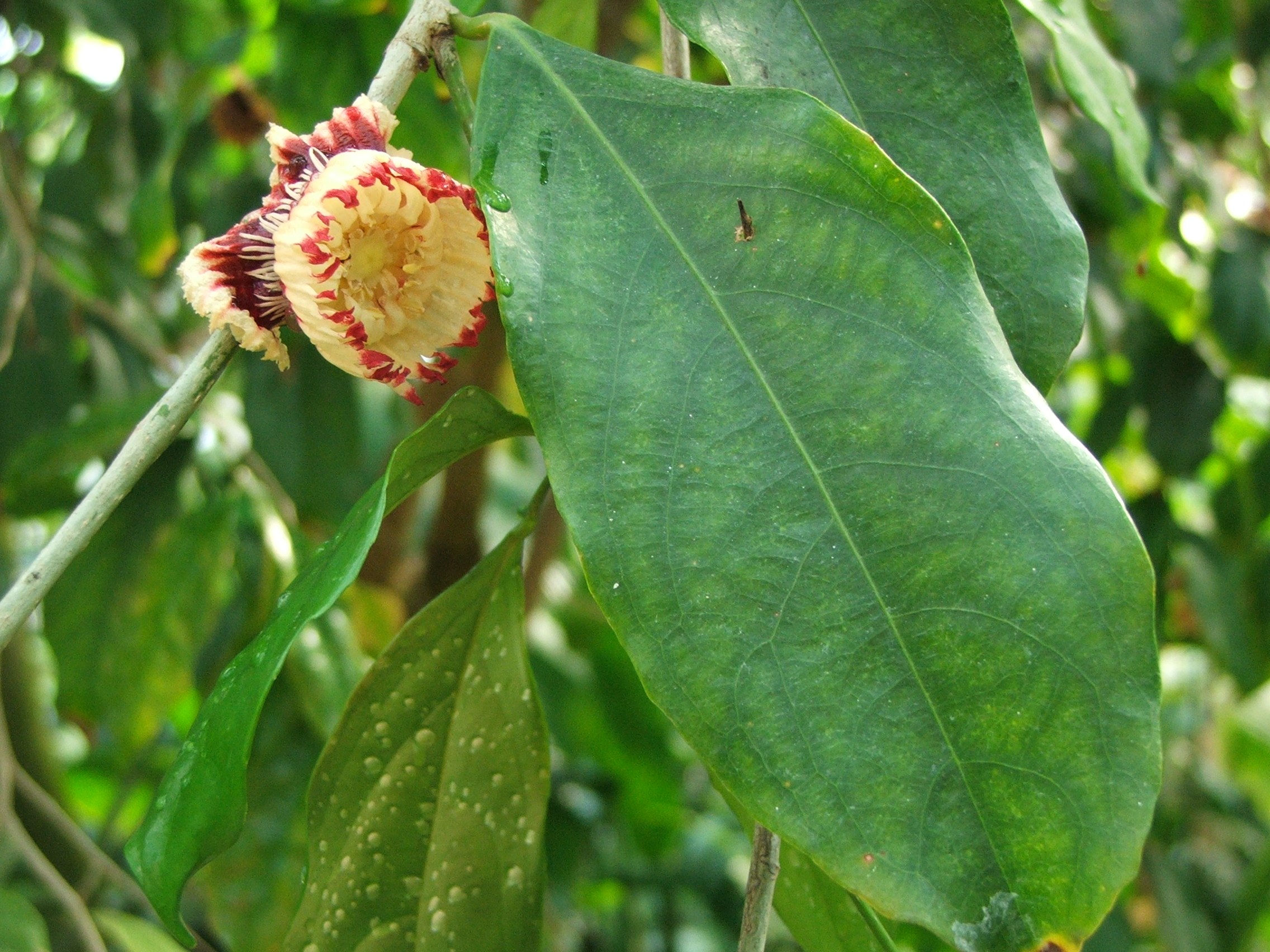
Napoleonaea imperialis en el jardín botánico de Vacratot

- Colección dendrológica, según los anillos de crecimiento anual que cuenta sus años, en el jardín hay varios árboles viejos que germinaron en la primera mitad del siglo XIX. Estos árboles dan el marco y la fundación para la actual colección dendrológica. Parte de ellos son los restos de la vegetación original de robles (Quercus robur) del valle. El resto de ellos son, unos enormes especímenes de Platanus de ciento cincuenta años de edad, nogales negros del este (Juglans nigra), almecina común (Celtis occidentalis) y el árbol pagoda china (Sophora japonica) mezclados en el jardín que demuestra las diversas épocas y maneras de la arquitectura del jardín. Entre la Primera y la Segunda Guerra Mundial ha habido un gran daño debido a la carencia de una propiedad y de una gerencia responsables. Después de las reparaciones el jardín incrementó en gran medida su número de especies y actualmente es la colección dendrologica más rica (3300 taxones) de Hungría debido al intercambio de semillas internacional, recogiendo semillas en expediciones al exterior y a abundantes donaciones de plantas. Entre los géneros representados Acer, Tilia, Betula, Lonicera, Berberis, Syringa, Fraxinus, Cotoneaster, Viburnum etc.

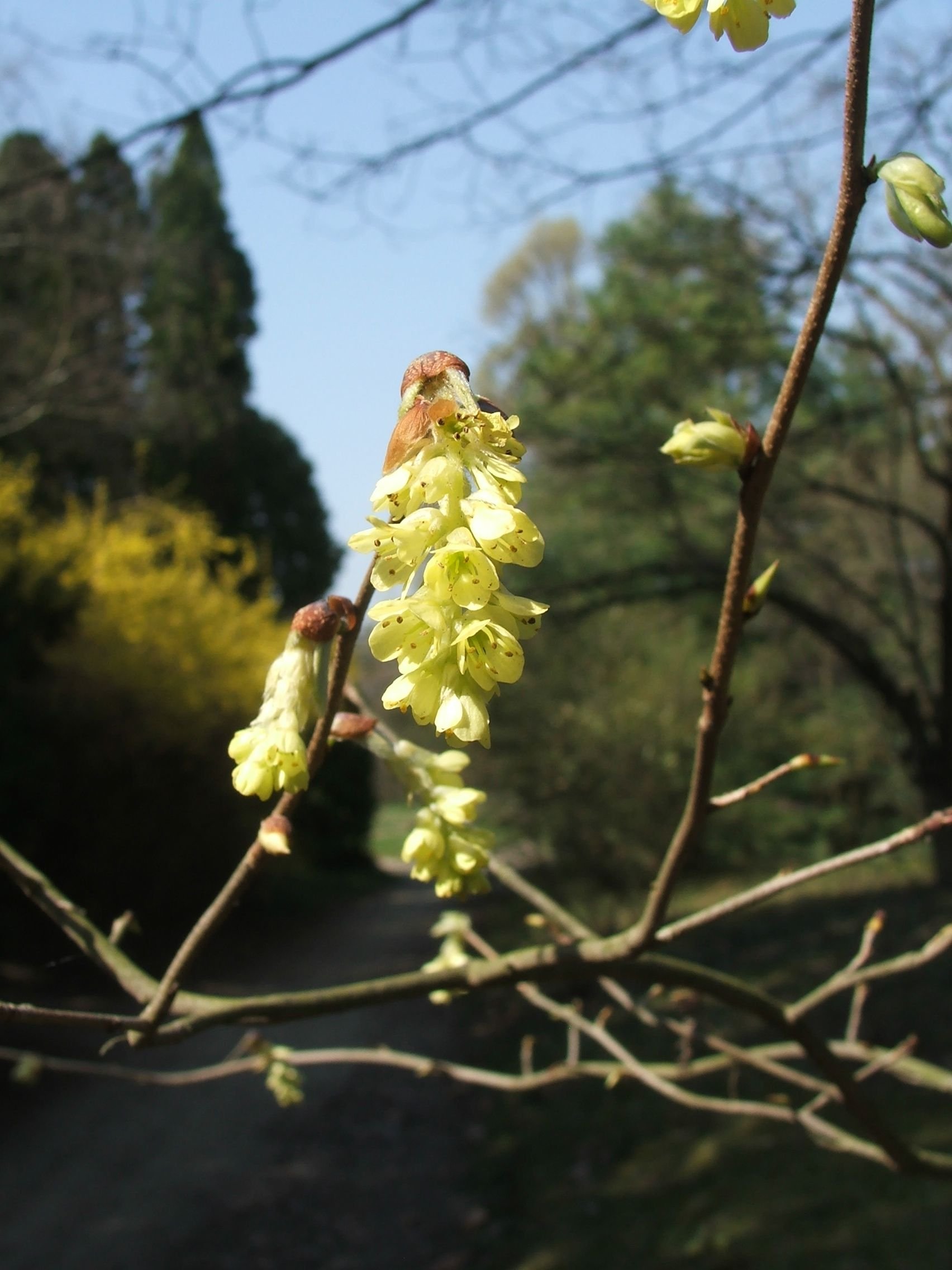
Corylopsis sinensis var. glandulifera en el jardín botánico de Vacratot

- Invernaderos, en los años 50 todos los invernaderos del jardín romántico de paisaje y sus colecciones estaban en estado de ruina. Los primeros nuevos invernaderos fueron construidos a partir de 1953 hasta 1969. La casa de la palma actual fue construida en 1987. El último proyecto de edificio fue terminado en la primavera de 2009. Esta casa proporciona las mejores condiciones para los cactus y las plantas suculentas en 480 metros cuadrados siendo la más grande de sus características en Hungría. Los invernaderos cuentan con más de 3000 especies y variedades. Hay invernaderos separados para las suculentas, los cactus, las bromelias y las orquídeas, también hay un invernadero frío. Las familias de plantas siguientes se representan con una gran cantidad de taxones: Bromeliaceae, Araceae, Zingiberaceae, Cactaceae y orquídeas tropicales recogidas en sus medios silvestres
- Colección de plantas perennes, y rocalla, Esta colección fue fundada en 1955 como unidad de propagación a pequeña escala. Según estimaciones la reconstrucción de la rocalla vieja de paisaje (situada en la charca rocosa) habría sido demasiado costosa, por lo tanto un nuevo jardín de rocalla fue construido en 1973 plantado con las plantas de roca de Europa. Los lechos de plantas perennes cerca de los invernaderos mejoraron gradualmente a su actual tamaño, la última mejora ha sido un lecho de Hostas (con 180 especies y híbridos) bajo construcción. En esta sección se incluyen 2800 especies y variedades. Aparte de la flora de hábitat en las rocas, varias flores con bulbo alpinas y minúsculas de la estepa, de los bosques, también se encuentran en esta colección plantas escasas y raras. Las familias de plantas siguientes se representan con una gran cantidad de taxones:Liliaceae, Iris, Sempervivum, Saxifragaceae, Crassulaceae, Ranunculaceae, Cruciferae, Campanulaceae, Compositae y Primulaceae. Con más de 150 cultivares de Iris barbata "elatior", 100 híbridos de Aster novi-belgii y 200 especies y cultivares de hosta.